# ستيف أليس (رسام كارتون)
ستيف أليس (بالإنجليزية: Steve Ellis)‏ (14 مارس 1971، نيوجيرسي في الولايات المتحدة)؛ رسام وروائي أمريكي.